# Günter Krusche

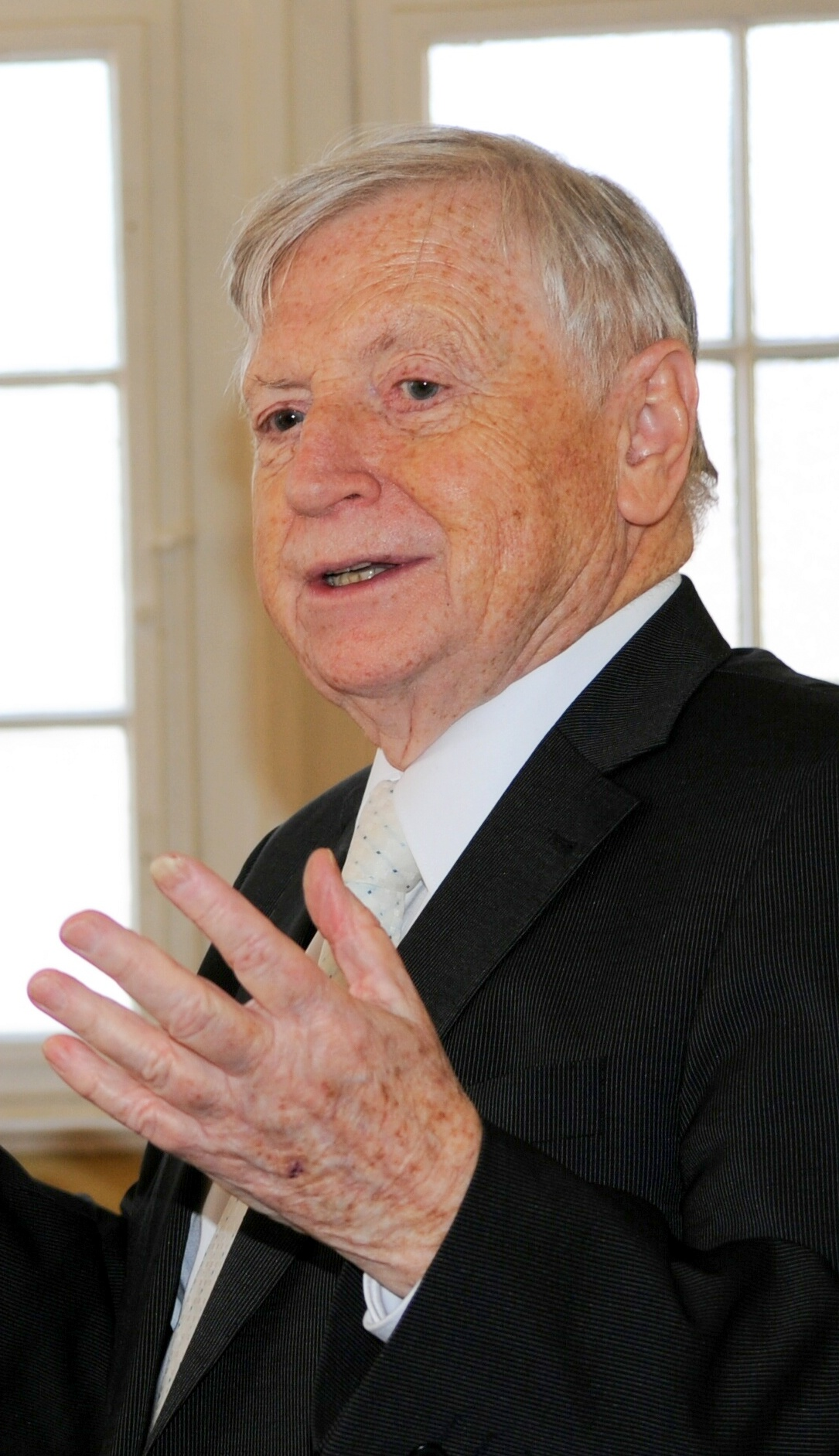
Günter Krusche (2011)

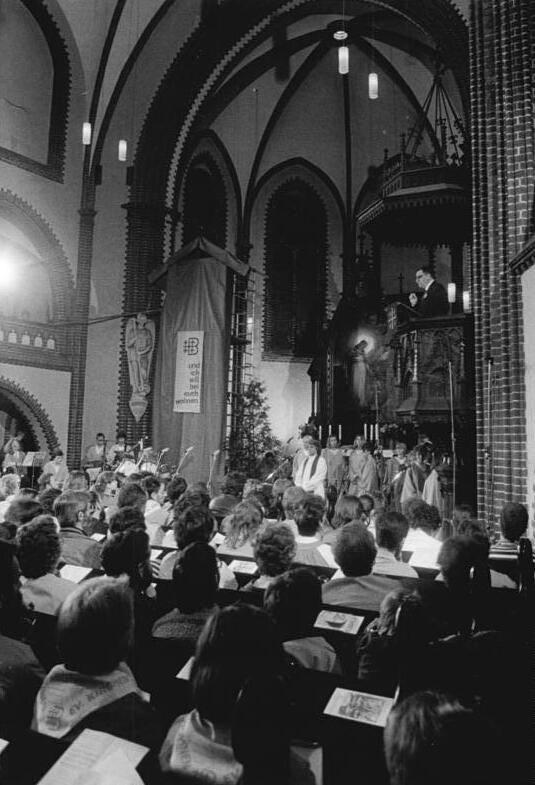
Bei der Predigt zum Kirchentag am 24. Juni 1987 in der Erlöserkirche Berlin-Lichtenberg

Günter Krusche (* 25. Februar 1931 in Dresden; † 5. Juli 2016 in Berlin) war ein deutscher evangelisch-lutherischer Pfarrer, kirchlicher Lehrer und Generalsuperintendent von Ost-Berlin. Als 1992 seine Tätigkeit als inoffizieller Mitarbeiter der DDR-Staatssicherheit bekannt wurde, folgte seine Versetzung in den Ruhestand.

## Leben

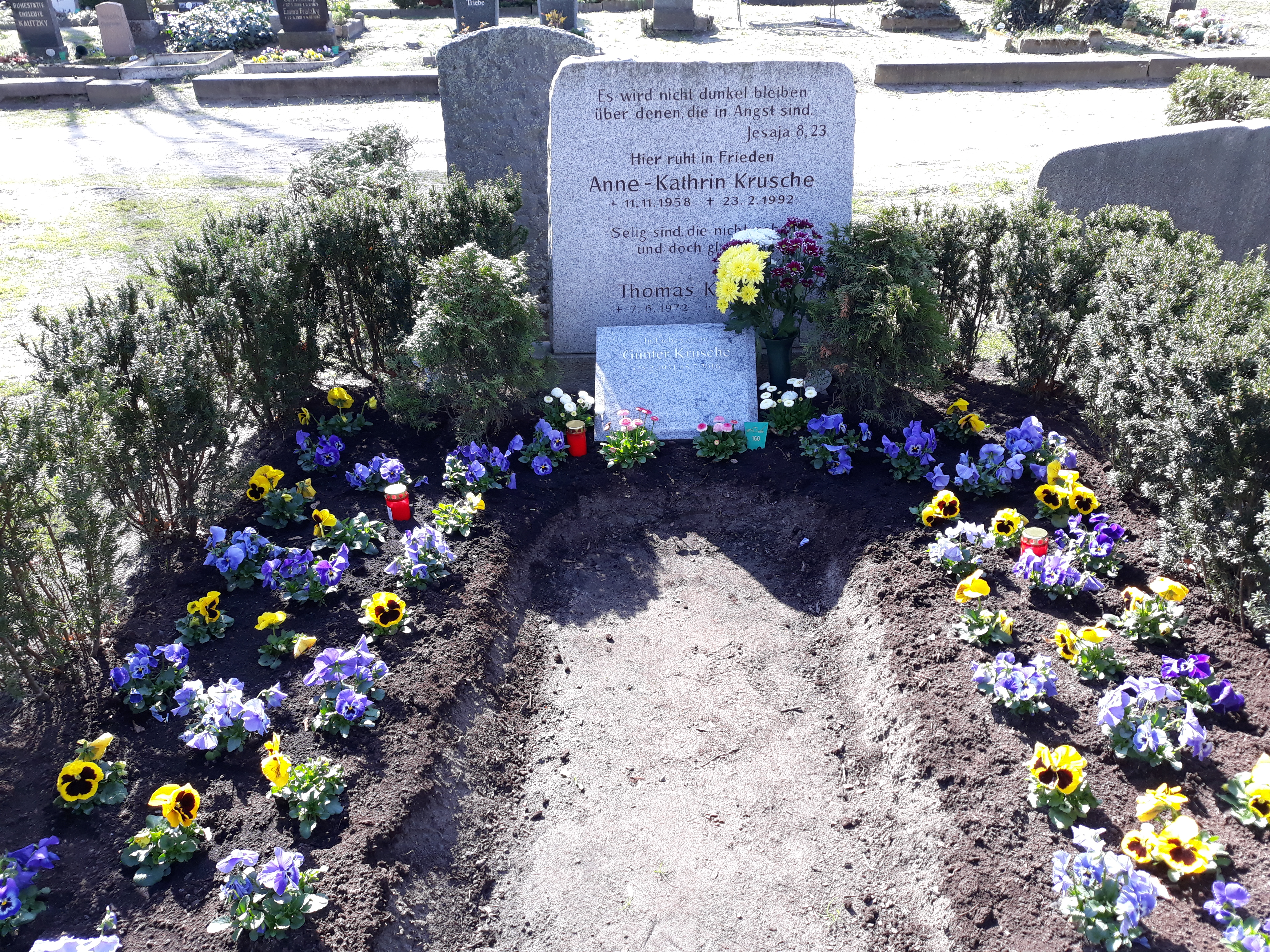
Grab auf dem Alten Friedrichsfelder Friedhof

Krusche stammte aus kirchlich geprägtem Elternhaus, sein Vater war Kirchenangestellter. Nach Ablegen des Abiturs in Radebeul studierte er von 1949 bis 1954 Evangelische Theologie an der Universität Leipzig. Als er das Zweite theologische Examen im Predigerseminar von Lückendorf bestanden hatte, wurde er 1956 zum Pfarrer ordiniert. Danach war er einige Zeit in Taucha als Pfarrer tätig, bevor er nach Lückendorf zum Studieninspektor berufen wurde. Von 1966 bis 1969 war er Referent im Landeskirchenamt Sachsen und Pfarrer in Dresden, danach bis 1974 Studiendirektor in Lückendorf.
Seit 1970 arbeitete er in der Studienkommission des Lutherischen Weltbundes mit. Im Jahre 1974 wurde er zum Dozenten für Praktische Theologie am Sprachenkonvikt in Berlin berufen. Im Jahre 1983 wurde Krusche als Nachfolger von Hartmut Grünbaum zum Generalsuperintendenten des Berliner Sprengels der Evangelischen Kirche Berlin-Brandenburg berufen. Im gleichen Jahr wurde er an der Karl-Marx-Universität Leipzig zum Doktor der Theologie promoviert. Im Bund der Evangelischen Kirchen in der DDR beteiligte er sich an dessen Arbeitsgruppe „Menschenrechte“.
Er gehörte 1989 zu den Erstunterzeichnern des Aufrufs „Für unser Land“ für die Erhaltung einer sozialistischen DDR und gegen die Deutsche Wiedervereinigung.
Im Jahre 1991 wurde Krusche in den Zentralausschuss des Weltkirchenrats gewählt. Seit 1992 arbeitete er im Kuratorium der Gossner-Mission mit. Als 1992 seine Tätigkeit als inoffizieller Mitarbeiter der Staatssicherheit bekannt wurde, versetzte man Krusche in den vorgezogenen Ruhestand. Danach hielt er Vorträge und schrieb Beiträge in Büchern und Zeitschriften zur kirchlichen Zeitgeschichte.
Sein Grab befindet sich auf dem Alten Friedrichsfelder Friedhof in Berlin.
Krusche ist ein Vetter zweiten Grades des ehemaligen Hamburger Bischofs Peter Krusche und nicht verwandt mit dem ehemaligen Magdeburger Bischof Werner Krusche.

## Gegner der DDR-Opposition und Mitarbeiter der Staatssicherheit
Krusche behauptete, er habe gesellschaftskritische Gruppen in der Kirche während der DDR-Zeit unterstützt. Laut Ehrhart Neubert und Thomas Klein war Krusche Mitte der 1980er Jahre zum Gegner von Oppositionsgruppen geworden und schadete diesen politisch erheblich. Krusche äußerte sich in einer westdeutschen Zeitschrift 1988 gegen oppositionelle Gruppen. Krusche wollte der Opposition den kirchlichen Handlungsraum nehmen. 1986 hängte er auf der Friedenswerkstatt eigenhändig Plakate der Oppositionszeitschrift Grenzfall auf dem Stand der Initiative Frieden und Menschenrechte ab, die Menschenrechtsverletzungen in Rumänien dokumentierten, 1987 verbot er die Friedenswerkstatt ganz. Seit Ende der 1960er Jahre hatte er Gesprächskontakte mit dem Ministerium für Staatssicherheit und arbeitete ohne Wissen der Kirche als Inoffizieller Mitarbeiter unter dem Decknamen „Günter“. Aufgedeckt wurde seine Stasitätigkeit durch den Dissidenten Ralf Hirsch beim Studium seiner eigenen Stasiakten.

## Veröffentlichungen
- Soziologische Aspekte. In: Joachim Rogge, Gottfried Schille (Hrsg.): Theologische Versuche III. Evangelische Verlagsanstalt, Berlin 1971
- Die theologische Relevanz der Situation für die Verkündigung des Evangeliums. In: Joachim Rogge, Gottfried Schille (Hrsg.): Theologische Versuche V. Evangelische Verlagsanstalt, Berlin 1975
- Einheit und Pluralität der Kirche. In: Joachim Rogge, Gottfried Schille (Hrsg.): Theologische Versuche XI. Evangelische Verlagsanstalt, Berlin 1979.
- Bekenntnis und Weltverantwortung. Die Ekklesiologiestudie des Lutherischen Weltbundes (1973–77), ein Beitrag zur ökumenischen Sozialethik. Evangelische Verlagsanstalt, Berlin 1986 (zugleich Diss. A, Universität Leipzig 1983).
- … und ich will bei euch wohnen. Evangelische Haupt-Bibelgesellschaft, Berlin 1987.
- Seelsorge zwischen Anpassung und Verweigerung. Ein Kapitel politischer Seelsorge in der DDR. Heft 5 (März 1989)[11]
- Das prophetische Wächteramt. Die zukünftige Rolle der Kirche. In: Hubertus Knabe (Hrsg.): Aufbruch in eine andere DDR. Reformer und Oppositionelle zur Zukunft ihres Landes. Rowohlt, Reinbek bei Hamburg 1989, ISBN 3-499-12607-9, S. 98–106.
- „Alle Menschen sind frei und gleich“ – die Kirche an der Seite der Unterdrückten (= Ökumenische Aktions- und Reflexionsprozesse der Kirchen in der DDR – Band 2 des dreibändigen Werkes: Ökumenische Aktions- und Reflexionsprozesse der Kirchen in der DDR, herausgegeben von Gottfried Orth. Ökumenische Studien, Band 7). Ernst-Lange-Institut für Ökumenische Studien, Rothenburg ob der Tauber 1998, ISBN 3-928617-21-4.
- Spannende Zeiten. Erlebnisse und Erfahrungen als Generalsuperintendent des Sprengels Berlin von 1989–1993. In: Jahrbuch für Berlin-Brandenburgische Kirchengeschichte 66, 2007, S. 354–397.